# ویلکووا (استان اشوی‌داشکسیه)
ویلکووا (به لهستانی: Wilkowa) یک منطقهٔ مسکونی در لهستان است که در گمینا ووبنگتسه (استان اشوی‌داشکسیه) واقع شده‌است. ویلکووا ۱۶۷٫۲ متر بالاتر از سطح دریا واقع شده‌است.